# Breaza (Suceava)
Breaza è un comune della Romania di 1 695 abitanti, ubicato nel distretto di Suceava, nella regione storica della Bucovina. 
Il comune è formato dall'unione di 3 villaggi: Breaza, Breaza de Sus, Pârâu Negrei.